# 1077 Campanula
1077 Campanula је астероид главног астероидног појаса чија средња удаљеност од Сунца износи 2,392 астрономских јединица (АЈ).
Апсолутна магнитуда астероида је 12,2 а геометријски албедо 0,041.